# Синдонен, Лидия Эйновна
Лидия Эйновна Си́ндонен (карел. Lidia Sindonen; 12 февраля 1951, Чална — 26 мая 2008, Петрозаводск) — актриса Государственного Финского драматического театра (ныне — Национальный театр Карелии). Театральный псевдоним — Сюкияйнен.

## Биография
В 1970 году окончила Карельскую культурно-просветительскую школу (сейчас — Карельский колледж культуры и искусства) и студию при Государственном Финском драматическом театре.
Известные роли: Адель («Дом Бернарды Альбы» Ф. Г. Лорки, 1969), Наденька («Обыкновенная история» И. Гончарова, 1971), Салли Бойлз («Кабаре» Дж. Мастероффа, 1985), Вита («Свалка» А. Дударева, 1989), Эва («Осень и зима» Л. Нурена, 1999, премия «Сампо» Главы Республики Карелия, 1999), Алиса («Играем Стриндберга» Ф.Дюрренматта, 1999, премия международного фестиваля камерных спектаклей «Ламбушка-2000» за лучший дуэт и республиканская театральная премия «Онежская маска» за лучшую женскую роль, 1999), Бабушка («Забавы доктора Ариэля» А. Касона, 2001), Маркиза де Мертей («Опасные связи», по мотивам одноименного романа Ш. де Лакло, 2001) и др.
Заслуженная артистка Карельской АССР (1986), лауреат премии «Сампо» (1998), народная артистка Республики Карелия (1999).